# Zeche Altemann
Die Zeche Altemann ist ein ehemaliges Steinkohlenbergwerk im Bochumer Stadtteil Stiepel, Ortsteil Brockhausen. Das Bergwerk war der Vorgängerbetrieb der Zeche Carl Wilhelm.

## Geschichte

### Die ersten Jahre
Am 7. Januar 1751 erfolgte eine neue Mutung einer alten Zeche, die vorher unter dem Namen Alte Mann betrieben worden war. Als Muter traten auf Johann Diedrich Wesselsiepe, Jörgen Dietrich Kamplade, Johannes Schulte im Hof Stiepel, Friedrich Wilhelm Kamplade, Johann Diedrich Kortwig und Johann Henrich Rumberg. Am 4. Februar 1752 erfolgte die Verleihung der Berechtsame für das Hauptflöz Geitling 1. Belehnt wurden Kamplade, Brüggeney zu Stiepel und Konsorten mit einer Fundgrube und zwei Maßen. Es erfolgte anschließend aus der Ruhraue heraus die Auffahrung eines Stollens streichend in östlicher Richtung. Der Stollen lag nördlich der heutigen Brockhauser Straße und 150 Meter östlich der Koster Straße. Die Länge betrug zwischen 100 und 400 Meter. Anschließend wurde ein 42 Meter tiefer Schacht geteuft, welcher bis zur Stollensohle reichte. Der Abbau konnte jedoch nur zeitweise erfolgen, denn das Bergwerk musste mehrfach in Fristen gestellt werden, da die Ruhr noch nicht schiffbar war und die Kohle über andere Wege transportiert werden musste. In den Jahren 1754 und 1755 wurde aufgrund von Absatzmangel ebenfalls in Fristen gearbeitet. In den Jahren 1758, 1759 und 1768 war die Zeche nachweislich in Betrieb. Ab 1771 war das Bergwerk wieder bergfrei.

### Die weiteren Jahre
Am 13. Januar des Jahres 1771 meldete der Vizebergmeister Heintzmann an das Bergamt, dass er die Zeche Altemann, die seit Jahren keine Rezessgelder gezahlt hatte und deshalb ins Bergfreie gefallen war, in der nächsten Zeit durch andere Gewerken wieder in Betrieb nehmen wolle. Gegen diesen Entscheid legten Kamplade und Konsorten am 12. November des Jahres 1772 Einspruch ein. Die Gewerken Kamplade erklärten, dass sie regelmäßig die Rezessgelder an den Schichtmeister der Zeche Preußischer Zepter gezahlt hätten und dieser sie weiterleiten sollte. Sie wollten die Zeche Altemann behalten und verwiesen darauf, dass sie als Gewerken nicht gehört worden seien. Am 28. Januar des Jahres 1773 wies Heintzmann in seiner Stellungnahme darauf hin, dass entsprechend der gültigen Bergordnung vorgegangen worden sei und die Gewerken das Grubenfeld erneut muten können. Im Jahr 1775 erfolgte eine erneute Mutung, jedoch keine Betriebsaufnahme. In 1782 erneute Mutung und Vermessung des Feldes, eine erneute Vermessung des verliehenen Feldes erfolgte im Jahr 1785. Ein Jahr später war der alte Stollen so stark zusammengebrochen, dass er nicht mehr nutzbar war. Es wurde ein neuer Stollen beantragt, der 6 Meter unterhalb des alten Stollens angelegt werden sollte. Nachdem ein etwa 90 Meter langer Stollen aufgefahren worden war, erfolgte am 27. Juni 1789 die Verleihung eines erweiterten Feldes. Im April des darauffolgenden Jahres war das Bergwerk bereits wieder außer Betrieb.

### Die letzten Jahre bis zur Konsolidation
Da die Gelder nicht bezahlt wurden, wurde das Bergwerk im Jahr 1804 erneut für bergfrei erklärt. Nachdem im Jahr 1826 die rückständigen Gelder für das Feld bezahlt worden waren, wurde die Berechtsame an den Eigentümer von Elversfeldt verliehen. Im August 1833 erfolgte die Wiederinbetriebnahme des Bergwerks. Da der alte Stollen verbrochen war, wurde ein neuer Stollen im Nebenflöz Geitling 2 angesetzt. Die Auffahrung erfolgte in den darauffolgenden Jahren in östlicher Richtung über eine Länge von 500 Metern. Danach erfolgte, durch Auffahren eines Querschlags, der Abbau von Flöz Hauptflöz und eines weiteren nicht näher bezeichneten Flözes. Im Jahr 1834 wurde ein Förderweg bis zur Ruhr mit hölzernen Schienen angelegt. Ein Jahr später Bau der Kohlenniederlage und Abbaubeginn zur Ruhr. 1840 wurde der tonnlägige Schacht Wilhelm für die Wetterführung und für die Kohlenförderung zur Carl-Wilhelm-Stollensohle geteuft. Im Jahr 1842 erfolgte zusammen mit der Mutung des Flözes Ernestine die Konsolidation zur Zeche Vereinigte Alte Mann.

## Förderung
Die Förderzahlen der Zeche Altemann sind erst ab dem Jahr 1836 bekannt, in diesem Jahr wurden 10.623 5/8 preußische Tonnen Kohle gefördert. Dies entspricht umgerechnet 2360 Tonnen. Im Jahr 1838 wurden 24.574 preußische Tonnen Steinkohle gefördert. Danach ging die Förderung ständig zurück. 1840 wurden 13.280 preußische Tonnen gefördert.